# Madagaskar na Letnich Igrzyskach Paraolimpijskich 2012
Madagaskar na Letnich Igrzyskach Paraolimpijskich 2012 reprezentował 1 zawodnik.
Dla reprezentacji Madagaskaru był to trzeci start w igrzyskach paraolimpijskich (poprzednio w 2000 oraz 2008 roku). Dotychczas żaden zawodnik nie zdobył paraolimpijskiego medalu.

## Kadra

### Lekkoatletyka
Konkurencje biegowe
| Zawodnik                   | Konkurencja | Kwalifikacje | Kwalifikacje | Finał                  | Finał                  |
| Zawodnik                   | Konkurencja | Wynik        | Poz.         | Wynik                  | Poz.                   |
| -------------------------- | ----------- | ------------ | ------------ | ---------------------- | ---------------------- |
| Revelinot Raherinandrasana | 200m T46    | 26.41        | 4.           | nie zakwalifikował się | nie zakwalifikował się |